# وانیلا نینیا
وانیلا نینیا (استونیایی: Vanilla Ninja) یک گروه موسیقی راک سه نفره در شهر تالین، استونی بوده‌است.
این گروه مابین سال‌های ۲۰۰۲ تا ۲۰۰۸ فعال بوده و در سال ۲۰۰۵ به نمایندگی از کشور سوئیس در مسابقه آواز یوروویژن شرکت کرده و به مقام هشتم این مسابقات رسیده‌است

## آهنگ‌شناسی

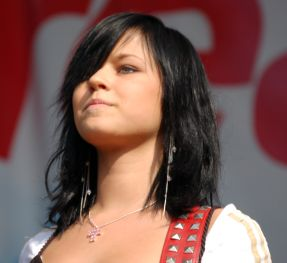
ترینو کیویلان
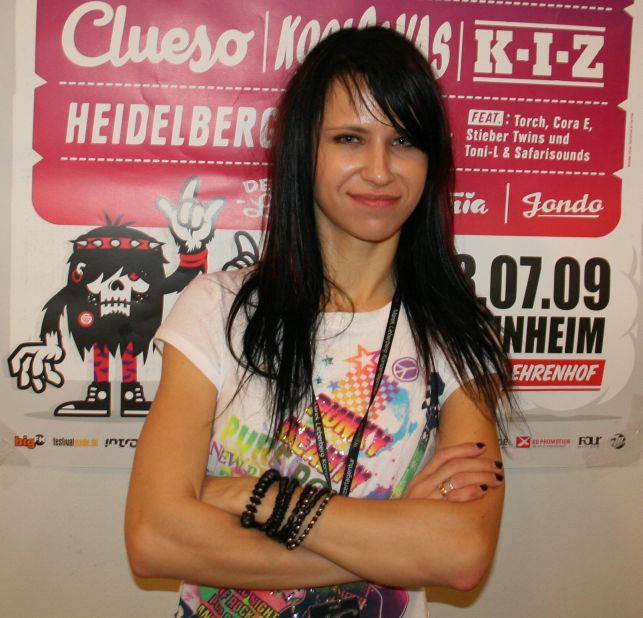
ماریا روکس

آلبوم‌های استدیویی
- وانیلا نینیا (۲۰۰۳)
- آثاری از غم (۲۰۰۴)
- تاتو آبی (۲۰۰۵)
- عشق جنگ است (۲۰۰۶)

تلفیقی
- بهترین از (۲۰۰۵)

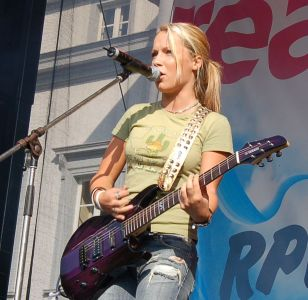
لنا کورما
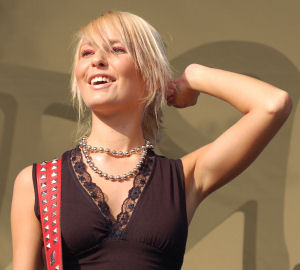
پیرت یارویس
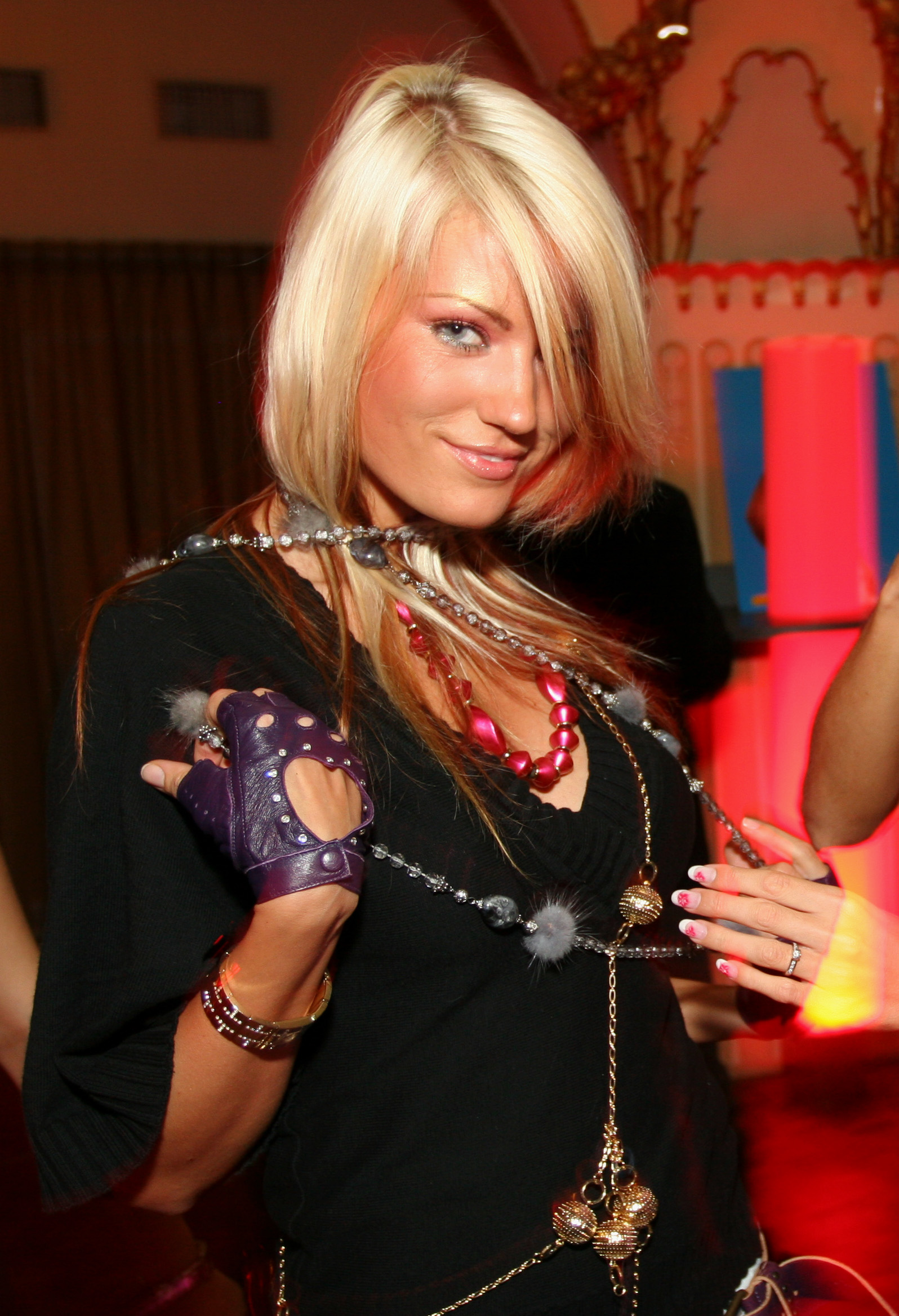
کاترین سیسکا

- ترینو کیویلان
- ماریا روکس